# Steamboat Springs (Colorado)
Steamboat Springs is een plaats (city) in de Amerikaanse staat Colorado, en valt bestuurlijk gezien onder Routt County.

## Demografie
Bij de volkstelling in 2000 werd het aantal inwoners vastgesteld op 9815.
In 2006 is het aantal inwoners door het United States Census Bureau geschat op 9315, een daling van 500 (-5,1%).

## Geografie
Volgens het United States Census Bureau beslaat de plaats een oppervlakte van
26,0 km², geheel bestaande uit land. Steamboat Springs ligt op ongeveer 2052 m boven zeeniveau.

## Plaatsen in de nabije omgeving
De onderstaande figuur toont nabijgelegen plaatsen in een straal van 64 km rond Steamboat Springs.